# Lachy Szczyrzyckie
Lachy Szczyrzyckie (Szczyrzycanie) – grupa etnograficzna ludności polskiej obejmująca tereny sięgające na północy do skraja Pogórza Wiśnickiego, a na południu podnóży północnych stoków Beskidu Wyspowego. Centrum regionu znajduje się w dolinie rzeki Stradomki. Region leży na styku trzech powiatów: myślenickiego, bocheńskiego i limanowskiego.

## Zamieszkiwane tereny

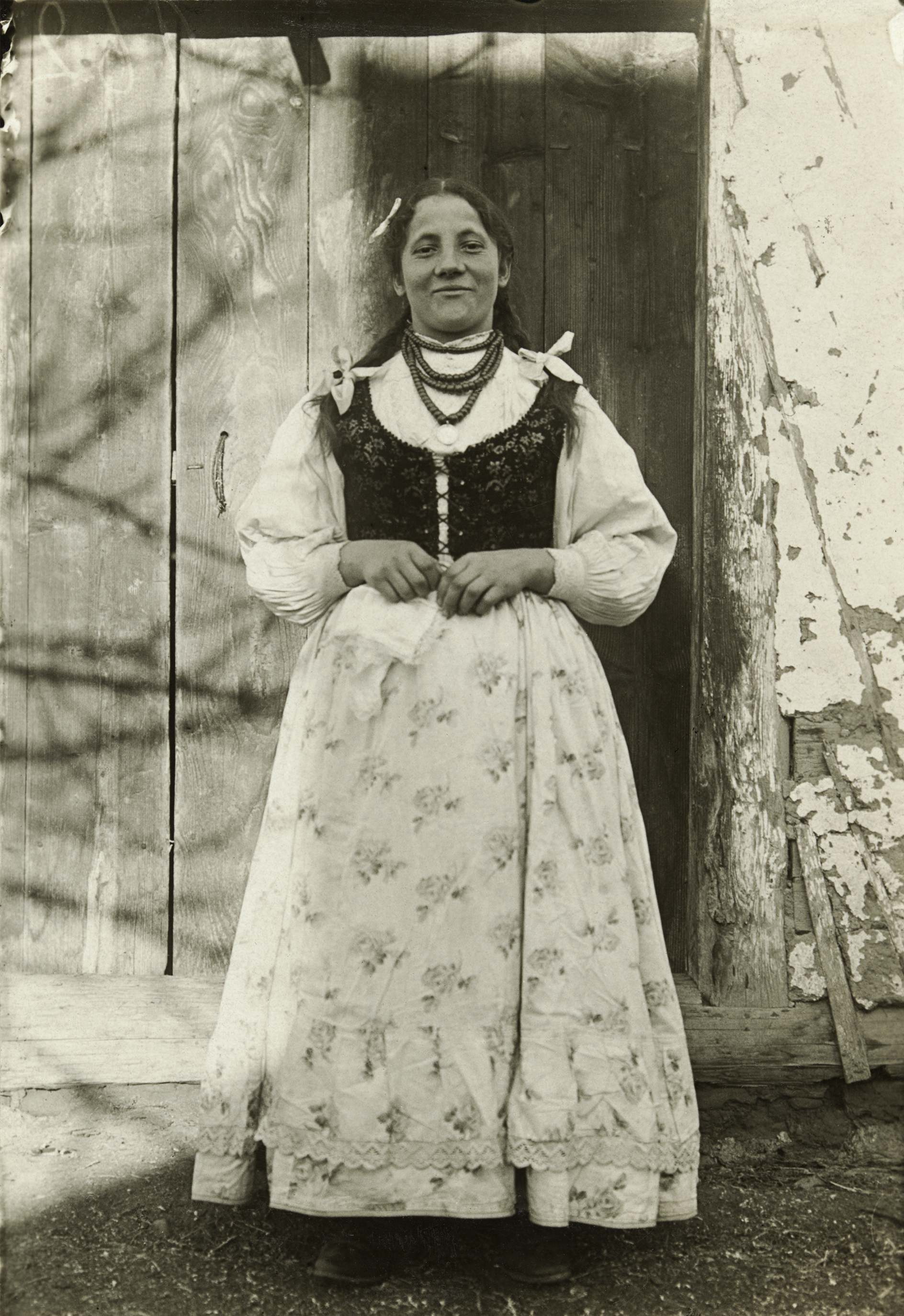
Dziewczyna z Wilkowiska w stroju odświętnym (fot. Leopold Węgrzynowicz, 1915)

Szczyrzycanie od północy graniczą ze wsiami na południowym skraju Krakowiaków Zachodnich. Granicznymi wsiami Lachów Szczyrzyckich są: Dąbie, Zegartowice, Sawa, Kawec, Żerosławice, Krasne-Lasocice. Granicę wschodnią wyznaczają miejscowości: Słupia, Szyk, Kostrza, Wilkowisko. Od południa graniczą z Lachami Limanowskimi, Lachami od Dobrej i Zagórzanami. Na granicy zachodniej leżą wsie: Wola Skrzydlańska, Przenosza, Pogórzany. 
W centrum regionu, nad rzeką Stradomką, położony jest Szczyrzyc, gdzie do końca XIX wieku funkcjonowała farbiarnia i drukarnia płócien, pracująca na potrzeby okolicznej ludności wiejskiej. 

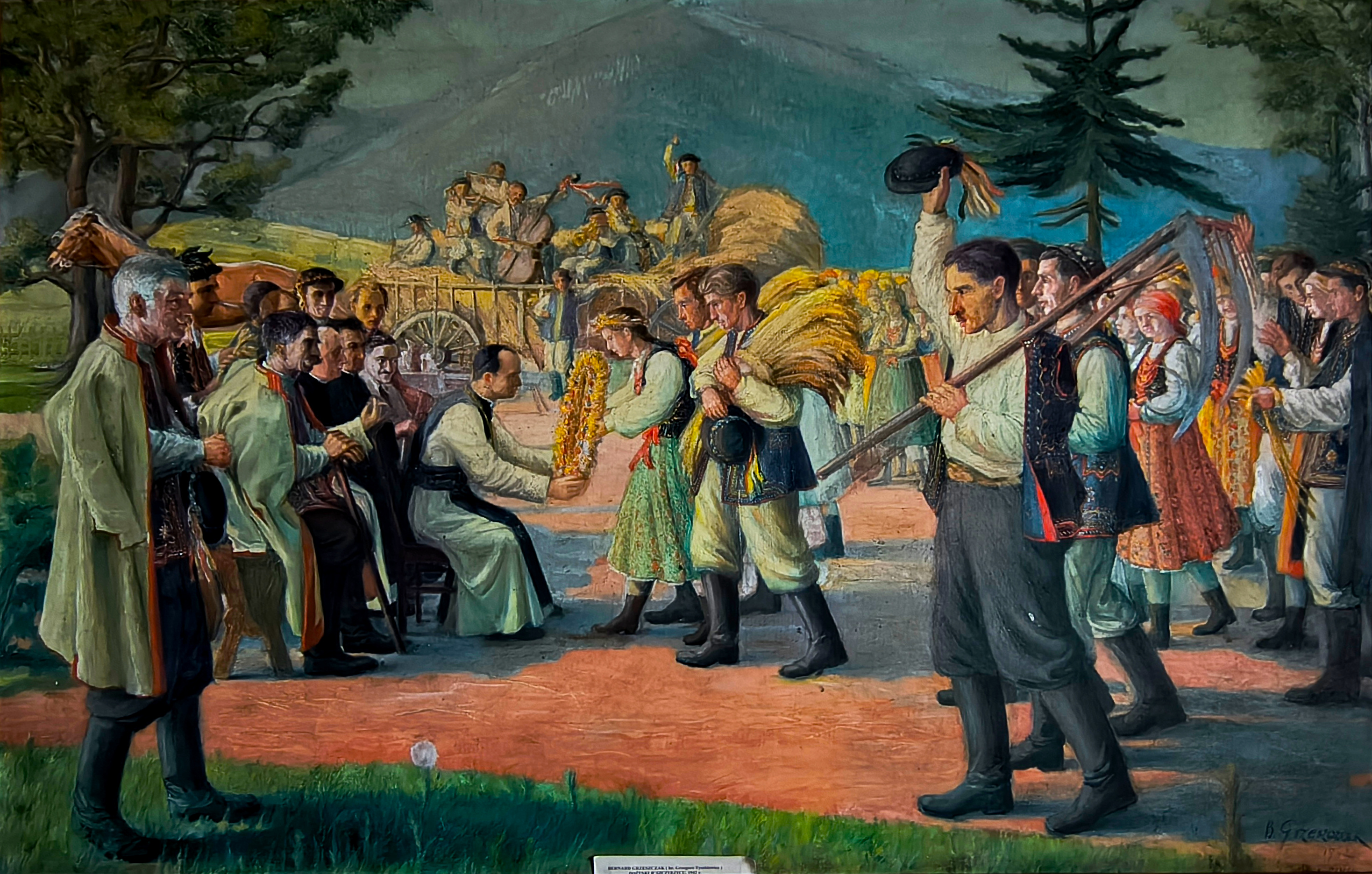
Lachy szczyrzyckie w strojach ludowych podczas dożynek na obrazie Grzegorza Tyszkiewicza "Dożynki w Szczyrzycu"

## Strój ludowy

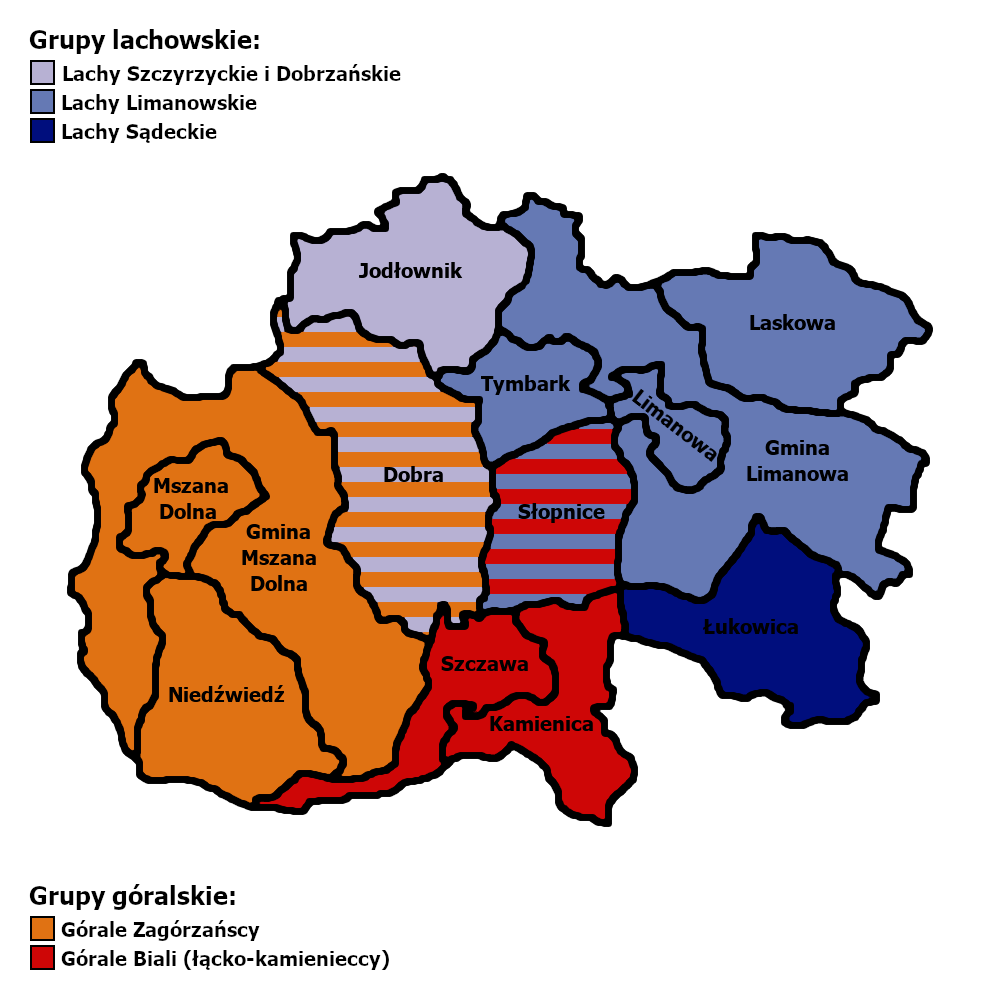
Lachy Szczyrzyckie w powiecie limanowskim.

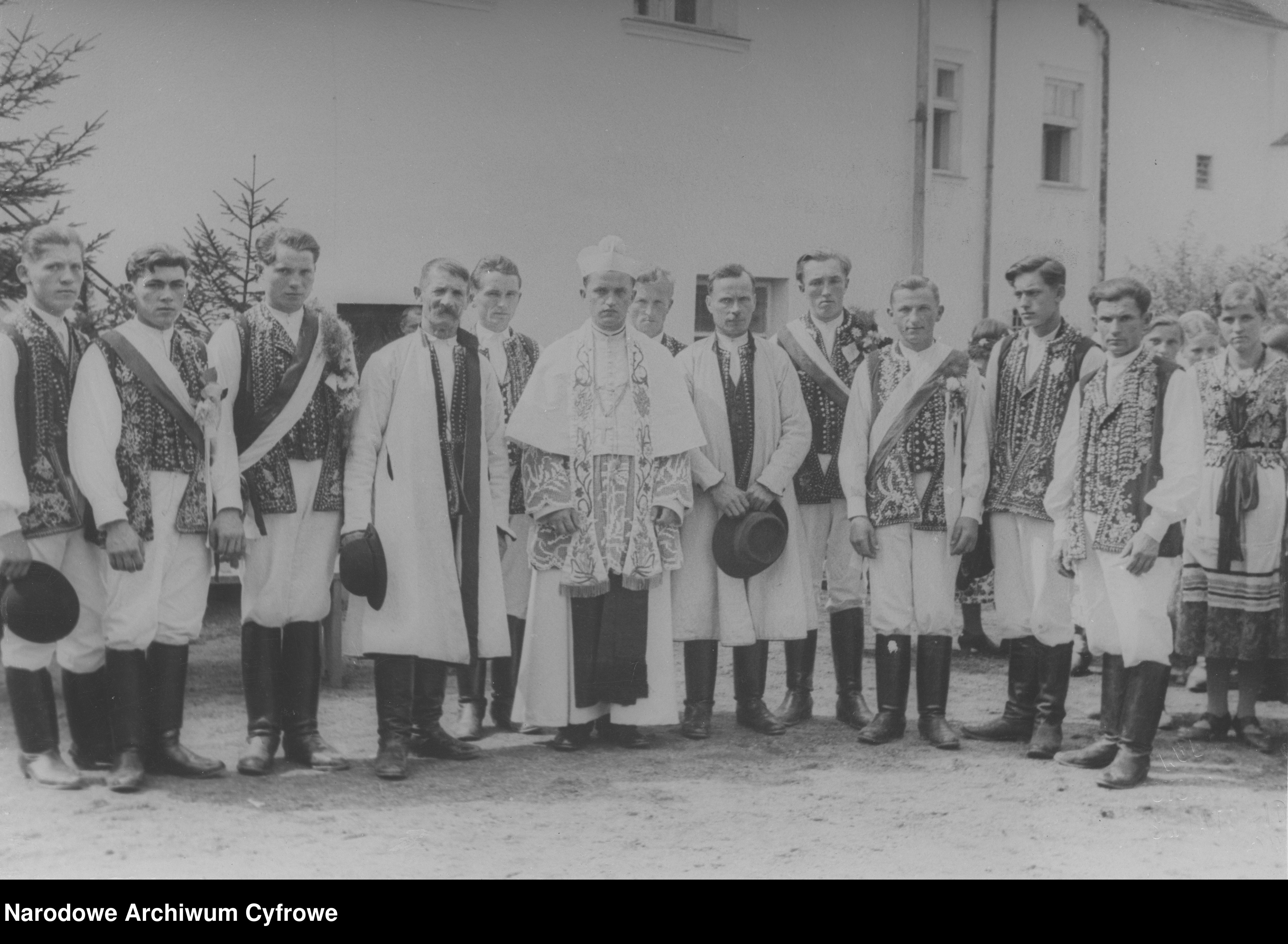
Gospodarze w strojach świątecznych biorą udział w benedykcji nowego opata oo. Cystersów w Szczyrzycu w 1937 roku

Najstarsza zachowana informacja dotycząca ubiorów chłopskich z okolic Szczyrzyca pochodzi z dokumentów sądowych z XVII wieku ze Skrzydlnej. W rejestrze cennych rzeczy skradzionych miejscowemu zamożnemu gospodarzowi wymieniono męskie suknie karazyowe, błękitne (rodzaj sukmany z grubego sukna wełnianego), suknię kobiecą, spodnicę barwną z sukna połączoną z aksamitnym kształtem, czyli dawnym odpowiednikiem gorsetu. Odnotowano także lniane koszule męskie i damskie oraz zgrzebne łoktuse (kobiece płachty naramienne z grubego płótna samodziałowego). 
Przez I połowę XIX wieku stroje codzienne Lachów Szczyrzyckich, jak i odświętne, były skromne i archaiczne w swojej formie. Wytwarzano je przede wszystkim we własnym zakresie z płócien lnianych i konopnych. Według notatki księdza Antoniego Bryi z 1848 roku „wszystkie kobiety w kościele ubrane były na biało, tylko dwie strojnisie z Abramowic miały chustki kolorowe, modne”. 
Strój Lachów Szczyrzyckich najbardziej rozwinął się po uwłaszczeniu chłopów w zaborze austriackim (1848 r.), czerpiąc inspiracje głównie z regionu Krakowiaków Zachodnich.

### Strój męski
Odświętne koszule męskie sięgające kolan do schyłku XIX w. szyto z cieńszego, dobrze bielonego płótna konopnego, krojonego w kształt poncho podłużnego, w którym przód i tył koszuli wykonywano z jednego kawałka płótna złożonego w poprzek na linii ramion; na środku wycinano otwór na głowę z odpowiednio długim rozcięciem z przodu zwanym zanodrzem. Na linii ramion, dla ich wzmocnienia, naszywano dodatkowe kawałki materiału zwane przyramkami. Rękawy koszul były szerokie i suto marszczone w mankietach. Kołnierzyki wiązano czerwoną tasiemką. Koszule zdobiono białym ręcznym haftem płaskim o motywach roślinnych, rozmieszczonym wzdłuż zanodrza, na kołnierzyku i mankietach.
Spodnie starszego typu (noszone powszechnie do II połowy XIX wieku) szyto z grubszego płótna konopnego. Nogawki spodni były szerokie, proste, zakończone u dołu mereżką i frędzlami powstałymi poprzez wysnucie nici. Koszule wykładano na spodnie, przepasywano się wąskim skórzanym paskiem, nogawice chowano do cholewek butów. W latach 70. XIX w. rozpowszechniły się spodnie w kroju miejskim, wytwarzane z fabrycznego sukna barwy czarnej lub czarnogranatowej. Pod koniec XIX w. wśród kawalerów ze Szczyrzyca rozpowszechniły się spodnie z białego kupnego drelichu, tzw. dymki. Z przodu miały dwa przypory (podobnie jak w portkach góralskich), szeroką klapę pośrodku, przy krawędziach były skromnie haftowane wąskim ściegiem janina z czerwonych nici. 
Kamizelki Lachów Szczyrzyckich szyto z granatowego sukna. Sięgały poniżej pasa, miały owalne wycięcie pod szyją i dwie poziome kieszonki po bokach, przykryte wąskimi prostokątnymi patkami z czerwonej tkaniny. Kamizelki zapinano na rząd wypukłych metalowych guzików. Pod koniec XIX w. pojawiły się kamizelki z zaokrąglonymi kołnierzykami i podłużnymi klapami obszywanymi czerwonym suknem i ozdabianymi haftami, koralikami i mosiężnymi cekinami (szelążkami). 
Sukienne kaftany bez rękawów typu krakowskiego, szyte z granatowego sukna, znane są w stroju Szczyrzycan od lat 50. XIX w. Pierwszym krawcem, który szył kaftany tego typu dla mieszkańców okolic Szczyrzyca był sprowadzony na potrzeby pobliskiego klasztoru Cystersów Wawrzyniec Stachowicz, wyuczony rzemiosła w Krakowie. W kaftanie tego typu ukazany został św. Izydor na malowidle ściennym w kościele parafialnym w Łososinie Górnej. 
Nakryciem głowy Lachów Szczyrzyckich były kapelusze bruski wykonane z czarnego filcu, o niezbyt wysokiej, kopulastej i lekko spłaszczonej na wierzchu główce i średnio szerokim, nieco wywiniętym ku górze otoku. Zdobiono je białym wełnianym sznurkiem lub czarną taśmą aksamitną. Na początku XX w. bruski zostały wyparte przez kapelusze miejskie. Letnim nakryciem głowy były kapelusze słomiane z wypukłą główką o płaskim denku. Zimą noszono czapki baranice. 
Częścią stroju odświętnego były pasy skórzane trzech typów: 1. pasy syrokie z podwójnej skóry bydlęcej, zdobione tłoczeniami, zapinane na cztery rzemienie i koliste sprzączki; 2. opaski – węższe, zdobione na końcach mosiężnymi kapslami, guzkami i tłoczeniami; 3. poski – wąskie, długie pasy kawalerskie, zapinane na mosiężną klamrę, nabijane metalowymi kapslami ułożonymi w "ósemki", z drugiej strony puszczone luźno.
Buty były jednym z najdroższych elementów stroju, dlatego nierzadko nawet do stroju odświętnego chodzono boso. Najstarszymi butami noszonymi w tym regionie były wywrotki, czyli buty z szeroką miękką cholewą, bez obcasów. Od końca XIX w. rozpowszechniły się buty węgierskie o dość miękkiej cholewie. Bogaci chłopi nosili buty polskie zwane karbiakami z wysoką, sztywną cholewką ze szwem z tyłu i skórą ułożoną w harmonijkę. 

### Strój kobiecy
Odświętne koszule kobiece były krótkie, sięgające pasa, szyte z białego płótna lnianego, do ich dolnej krawędzi doszywano nadołek – płat gorszego płótna sięgający kolan. Kołnierzyki koszul były ząbkowane (jak w koszulach krakowskich) lub z marszczoną kryzką niewielkich rozmiarów, czasem z wykładanym, zaokrąglonym kołnierzem. Rękawy były szerokie, mocno marszczone, ujęte w mankiety. Koszule świąteczne zdobiono na przodzie, kołnierzu i mankietach drobnym białym haftem dziurkowym o motywach roślinnych. 
Szerokie spódnice sięgające kostek szyto z bielonego cienkiego płótna. U dołu ozdabiane były haftem płaskim lub dziurkowanym w "zęby" (stąd nazwa zobiate). Pod najbardziej odświętną spódnicę wkładano kilka gorszych gatunkowo spódnic. W okolicach Krzesławic spódnice zdobiono dołem czerwoną i niebieską nicią. Starszym typem spódnic były tzw. durki szyte z tkanin farbowanych metodą batikową na granatowo lub czarno, ozdabiane dołem naszytymi tasiemkami. Na spódnice ubierano białe zapaski zdobione haftem dziurkowym bądź koronką. Durki wyparte zostały przez tańsze fabryczne spódnice perkalowe. Na przełomie XIX i XX w. nasiliła się moda na kwieciste spódnice tybetowe. Popularność wśród Laszek zdobyły też spódnice tzw. ostre, szyte z cienkich, jednobarwnych wełenek fabrycznych; były gęsto marszczone po bokach i z tyłu, dołem podszywane płótnem dla usztywnienia i zdobione taśmami, sutaszem, aksamitkami. Na spódnice zakładano zapaski (nazywane przedsobkami); na przełomie XIX i XX w. popularność zdobyły zapaski z połyskliwej czarnej wełny alpagowej, haftowane przy dolnej krawędzi we wzory kwiatowe wielobarwne lub ciemne (np. czarne na granatowym tle). 
Wyrazistym elementem stroju kobiecego były sznurowane gorsety. Gorsety starszego typu były szyte z czarnych, połyskliwych materiałów (takich jak atłas, rypsy), krótkie, głęboko wcięte, w talii zakończone wąską falbanką (dróbką). Od XIX w. rozpowszechniały się gorsety adamaszkowe oraz aksamitne. Przednie krawędzie gorsetu usztywniano wszywanymi pod materiał listewkami. Z czasem dróbka została zastąpiona przez półkoliste kaletki; od lat 20. XX w. w gorsetach szczyrzyckich zaczęły pojawiać się kaletki szersze, szpiczaste. Zdobienia starszych gorsetów aksamitnych były skromne, wyszywane sutaszem i szychem w motywy gałązek (latorózek, znanych także u sąsiedniej grupy górali Zagórzańskich). Od początku XX w. gorsety zaczęto zdobić haftem roślinnym nićmi jedwabnymi, zaś od lat 30. XX w. dominować zaczęło zdobnictwo haftem koralikowym. 
Białe łoktuse od początku XX w. zostały zastąpione przez różnobarwne chusty fabryczne - wełniane burdysówki o orientalnych wzorach w ciepłej kolorystyce oraz grube chusty baraniate o pętlicowej fakturze. Uboższe kobiety odziewały się kraciastymi derówkami. Młode kobiety i dziewczęta do stroju letniego nosiły kwieciste tybiczki i rypsówki z cienkiej wełny tybetowej, a kobiety starsze gładkie kaźmirówki (beżowe, czarne, brązowe). Mężatki poza domem zakrywały głowy chustkami w różnych barwach; podczas postów kościelnych wszystkie kobiety niezależnie od wieku zakrywały włosy chustkami w ciemnych kolorach. Na ważne uroczystości mężatki upinały na głowie białe chusty czepcowe zdobione haftem dziurkowanym na jednym z naroży. 
Buty były noszone przez kobiety najczęściej zimą; zwykle były to węgierskie buty z miękką cholewą, podobne do męskich. Na przełomie XIX i XX w. zaczęła się moda na czarne sznurowane trzewiki do połowy łydki, na słupkowym obcasie. 
Strój kobiecy uzupełniały korale z prawdziwego koralowca, wiązane trzy lub pięć sznurków. Tańszym zamiennikiem korali były szklane paciorki.

### Ubiory dziecięce
Ubiór dziecięcy był bardzo skromny i na ogół szyty w domu. Noworodki powszechnie spowijano w pozycji wyprostowanej w płócienne pasy (powijaki). Kilkuletnie dzieci, niezależnie od płci, ubierano w długie koszulki z płócien domowych, często wcześniej używanych przez starszych członków rodziny. Dziewczynki nosiły na głowach płócienne chustki wiązane pod szyją, chłopcy ubierali kapelusze po starszych braciach. Gdy dziecko kończyło 7 lat, zaczynało obowiązki przy pasieniu bydła, a od czasów II RP także chodzenia do szkoły. Wówczas chłopcy otrzymywali pierwsze płócienne portki, a dziewczęta długie, perkalowe spódnice i zapinany na guziki stanicek z grubszego płótna zakładany na długą koszulę. W chłodniejsze dni dzieci w tym wieku nosiły na nogach onuce i kierpce. Dziewczęta okrywały się starymi chustami zarzucanymi na plecy, głowę i ramiona. Sposobem ochrony przed deszczem na pastwiskach było zakładanie na siebie chochoła z pszenicznej lub żytniej słomy.
Młode dziewczęta w wieku około 14–15 dostawały staranniejszy strój, zbliżony do ubrań kobiet dorosłych, jednak bardziej kolorowy. Dorastające dziewczęta w wieku lat 17 na ogół posiadały już pełen strój świąteczny. 
Młodzieńcy (zwani parobkami) w wieku 18–19 otrzymywali od rodziców (lub kupowali sami za zarobione na służbie pieniądze) komplet odświętnego ubrania – kaftan, kamizelkę, białe dymki, buty z cholewami; był to znak wejścia w stan kawalerski, uprawniający do drużbowania na weselach i chodzenia w grupie rówieśniczej na zabawy do karczmy.